# 5. brigada divizije »Venezia«
Za druge 5. brigade glejte 5. brigada.
5. brigada divizije »Venezia«  je bila brigada v sestavi Narodnoosvobodilne vojske in partizanskih odredov Jugoslavije in ki je delovala med drugo svetovno vojno na področju Kraljevine Jugoslavije.